# Universidade Normal de Anyang
A Universidade Normal de Anyang é uma faculdade de professores em Anyang, Henan, China. A universidade possui 23 escolas e centros.